# Археографические комиссии Украины
Археографи́ческие коми́ссии Украи́ны — специализированные научные организации, занимающиеся практическими, теоретическими и методическими проблемами археографии Украины.

## Общие сведения
На Украине в разное время действовало несколько археографических комиссий, различавшихся по ведомственной и географической принадлежности. А именно, Киевская археографическая комиссия, Археографическая комиссия Научного общества имени Шевченко во Львове, Археографическая комиссия ВУАН, Археографическая комиссия центрального архивного управления УССР, Археографическая комиссия АН УССР.

## Киевская археографическая комиссия
Киевская археографическая комиссия стала первым всеукраинским институтом по выявлению, изучению и публикации источников по истории Украины. Была образована в 1843 году для сбора и публикации документальных материалов при канцелярии Киевского, Подольского и Волынского генерал-губернатора. Она занималась поиском документов в архивах местных судебно-административных учреждений, магистратов, монастырей, у частных лиц. Собранные документы создали ядро Киевского центрального архива древних актов (1852).
В 1921 году комиссия была преобразована в Археографическую комиссию ВУАН.

## Археографическая комиссия Научного общества имени Шевченко во Львове
Комиссия Научного общества имени Шевченко во Львове (АК НОШ) создана в 1896 году по инициативе и во главе с Михаилом Грушевским. Его заместителем стал Иван Франко, а членами Константин Левицкий, Александр Колесса, Степан Смаль-Стоцкий, Кирилл Студинский, Степан Томашевский, Мирон Кордуба.
Силами комиссии были изданы «Жерела до історії України-Руси» (рус. Сборник документов по истории Украины) (11 томов) и «Памятники украинского-русского языка и литературы» (8 томов).
После Первой мировой войны и поражения национально-демократической революции в Галичине АК НОШ фактически прекращает деятельность и многие её члены во главе с М. Грушевским включаются в организацию Археографической комиссии ВУАН.

## Археографическая комиссия ВУАН
Археографическая комиссия была создана в 1919 году. Её окончательное становление произошло в 1921, после объединения с Киевской археографической комиссией. Она являлась подразделением историко-филологического отдела ВУАН, организованным для координации издания памятников этнографии, литературы и истории.
В 1936 году комиссию преобразовали в отдел археографии института истории Украины.

## Археографическая комиссия центрального архивного управления УССР
Археографическая комиссия центрального архивного управления УССР — научное учреждение, созданное при Центральном архивном управлении УССР в 1928 году для научно-методического руководства архивами и издания архивных документов по истории революционного движения, Октябрьской революции и гражданской войны на Украине в 1917—1921 годах. В период 1931-34 годов постепенно прекратила свою деятельность из-за проходивших в СССР политических репрессий.

## Археографическая комиссия АН УССР
Археографическая комиссия АН УССР являлась межведомственным координационным центром по делу издательства документальных источников. Создана в 1969 году, восстановлена в 1987 году.
10 июля 1990 года на базе комиссии, в соответствии с постановлением Президиума академии наук Украины, был создан Институт украинской археографии и источниковедения имени М. С. Грушевского НАН Украины.